# Special D.

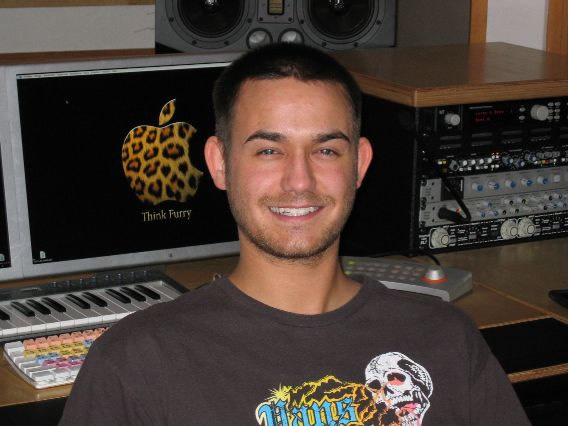
Special D. in seinem Studio (2008)

Special D. (* 16. September 1980 in Hamburg; eigentlich Dennis Horstmann; veröffentlichte auch als Punk Buster) ist ein deutscher DJ.

## Leben
Horstmanns musikalische Ausbildung begann im Alter von 13 Jahren mit Klavier- und Keyboardunterricht. Später übernahm er die Leitung des Tonstudios seiner Realschule und spielte als Gitarrist und Keyboarder in der Schulband.
2000 veröffentlichte er zusammen mit Tobi Bosch unter dem Pseudonym DJ Awaline den Trance Track Trancegiving. Unter dem Pseudonym SpeakerFreakz erschienen weitere Tracks. Parallel dazu arbeitete Horstmann im Hamburger Cave Club als Resident-DJ.
Die erste kommerziell veröffentlichte Single von Special D. war im März 2003 Come with Me, eine Hands-up-Version des Nena-Hits Nur geträumt. Laut Horstmann soll sie in nur zwei Tagen produziert worden sein. Das dazugehörige Musikvideo wurde im i-Punkt Skateland, nicht weit von Horstmanns Plattenfirma, gedreht. Mit der Single erreichte er auf Anhieb Spitzenplatzierungen in verschiedenen europäischen Charts. Zudem gewann er 2003 in den Niederlanden die wichtigste Musikauszeichnung, den TMF Award als bester internationaler Dance-Act.
2004 veröffentlichte er zusammen mit Andy Richter die Titel Suck My Dick, Wir brauchen Bass und Pimp My Stereo unter dem Pseudonym Dickheadz, welche jedoch keine Charterfolge vorweisen konnten. Allerdings wurde Suck My Dick in einer Club-Szene in dem Film Crank 2: High Voltage verwendet.
2005 veröffentlichte er die Single Here I Am, wieder eine Coverversion eines Nena-Hits. In diesem Fall 99 Luftballons im Hands-Up-Stil. Seine Auftritte gestalten sich jedoch oft recht hart, da in der Szene seine Vorliebe für Hardstyle bekannt ist.
Dennis Horstmann war Resident-DJ in der Discothek New Bambu in Neustadt (Schleswig-Holstein). Ab Oktober 2010 war er ein Jahr lang jeden Dienstag von 22:00 bis Mitternacht mit seiner Sendung Deelicious auf dem Internetradio-Sender Technobase.fm zu hören. Er beendete seine Sendung im Oktober 2011 aus unbekannten Gründen.
Im Rahmen seiner Sendung Deelicious stellte Horstmann sich unter dem Motto Special D. & friends zu ersteigern bei eBay im Januar 2009 für einen Auftritt auf der Aktionsplattform eBay zur Verfügung. Die Erlöse flossen an die Deutsche Kinderkrebsstiftung.
Neben seiner Musikkarriere ist Horstmann seit 1998 in der Medienbranche tätig. Er ist Gründer und Inhaber des Hamburger Filmproduktionsunternehmens Juice Media.

## Diskografie

### Studioalben
| Jahr | Titel    | Höchstplatzierung, Gesamtwochen, AuszeichnungChartsChartplatzierungen (Jahr, Titel, Platzierungen, Wochen, Auszeichnungen, Anmerkungen) | Anmerkungen                          |
| Jahr | Titel    | DE | Anmerkungen                          |
| ---- | -------- | --- | ------------------------------------ |
| 2004 | Reckless | DE28 (3 Wo.)DE | Erstveröffentlichung: 26. April 2004 |

### Singles
| Jahr | Titel Album                 | Höchstplatzierung, Gesamtwochen, AuszeichnungChartplatzierungen (Jahr, Titel, Album, Platzierungen, Wochen, Auszeichnungen, Anmerkungen) | Höchstplatzierung, Gesamtwochen, AuszeichnungChartplatzierungen (Jahr, Titel, Album, Platzierungen, Wochen, Auszeichnungen, Anmerkungen) | Höchstplatzierung, Gesamtwochen, AuszeichnungChartplatzierungen (Jahr, Titel, Album, Platzierungen, Wochen, Auszeichnungen, Anmerkungen) | Anmerkungen                                                             |
| Jahr | Titel Album                 | DE | AT | UK | Anmerkungen                                                             |
| ---- | --------------------------- | --- | --- | --- | ----------------------------------------------------------------------- |
| 2003 | Come with Me Reckless       | DE13 (11 Wo.)DE | AT14 (13 Wo.)AT | UK6 Platin · (16 Wo.)UK | Erstveröffentlichung: 24. März 2003 Original: Nena – Nur geträumt       |
| 2003 | Home Alone Reckless         | DE17 (8 Wo.)DE | AT37 (6 Wo.)AT | — | Erstveröffentlichung: 8. September 2003                                 |
| 2004 | Nothing I Won’t Do Reckless | DE45 (6 Wo.)DE | AT37 (7 Wo.)AT | — | Erstveröffentlichung: 2004 Original: JX – Nothing I Won’t Do            |
| 2005 | Sugar, Sugar –              | DE85 (3 Wo.)DE | — | — | Erstveröffentlichung: 2005 als Beat Factory feat. Massiv 4              |
| 2005 | Here I Am –                 | DE66 (2 Wo.)DE | — | — | Erstveröffentlichung: 25. November 2005 Original: Nena – 99 Luftballons |

Weitere Singles
- 2004: Reckless E.P.
- 2004: You (mit Nathalie Tineo)
- 2011: Ich explodier’ (Special D. pres. Psychonautn)
- 2013: Discoland
- 2014: Raver
- 2015: Oxygene
- 2015: Chief Party Rocker
- 2015: Forever Young
- 2015: Champion Sound
- 2016: Elysium
- 2017: Hardcore Doodle
- 2020: Hardcore Doodle 2020
- 2020: Tentcracker

### Remixe
- 2003: Future Trance United – Face 2 Face (Special D. Remix)
- 2003: Stacccato – Move Your Body (Special D Rmx)
- 2003: RedWing – My Heart Is Calling (Special D. Remix)
- 2003: Groove Coverage – The End (Special D Remix)
- 2003: Rocco – Generation of Love (Special D. Remix)
- 2003: SveN-R-G vs. Bass-T – The Sign (Remixes)(Special D. Rmx)
- 2003: Jan Wayne meets Danielle – 1,2,3 (Keep The Spirit Alive) (Special D. Remix)
- 2003: Master Blaster – How Old R U (Special D. Remix)
- 2004: Future Trance United pres. Second Spring – Irresistible (Special D. Remix)
- 2004: Brooklyn Bounce – Crazy (Special D. Remix)
- 2004: Miraluna – One Day (Special D. Remix)
- 2004: Groove Coverage – Runaway (Special D. Remix)
- 2005: Mandy & Randy – B-B-Baby (Kiss Me And Repeat) (Special D. Remix)
- 2005: Special D.igga & Todd. D.igga Present The Gravediggaz – Nightmare On Reeperbahn (Special Horstmann Extended Mix)
- 2006: Acardipane vs. Balloon – Go West (Special D. Remix)
- 2007: Bangbros – Yeah Yeah Yeah 2007 (Special D. Remix)
- 2007: Re-Flex – Lui 2007 (Special D. & Mike Brings Remix)
- 2007: Bounce Brothers – Bes Tebja (Special D. Remix)
- 2013: DJ Kryst-Off feat. Breaker – Out Of My Mind (Special D. Remix)
- 2015: Tube Tonic & Dave Cansis – Take Control (Special D. Remix)

### Unter dem Pseudonym „Punk Buster“
- 2004: What (Nur Vinyl und digital)
- 2005: Acid Brain Cracker (Nur Vinyl und digital)